# Pszczoły
Pszczoły  (Anthophila, Apiformes) – monofiletyczna grupa owadów bez ustalonej rangi taksonomicznej w obrębie nadrodziny Apoidea z rzędu błonkoskrzydłych.

## Charakterystyka
Pszczoły są grupą żądłówek blisko spokrewnioną z grzebaczami. Wyewoluowały z form karmiących swoje potomstwo pokarmem zwierzęcym. Wszystkie pszczoły (prócz kilku znanych gatunków z rodzaju Trigona, żywiących się padliną) zarówno jako larwy, jak i jako owady dorosłe żywią się pokarmem roślinnym. Zwykle źródłem białka dla pszczół jest pyłek, a źródłem energii (cukrów) jest nektar. Żerując na kwiatach, pszczoły zapylają je. Czasami pokarmem są inne substancje pochodzenia roślinnego, takie jak oleje zbierane przez przedstawicieli rodzaju Macropis. Cechami morfologicznymi wyróżniającymi pszczoły są: obecność rozgałęzionych włosków na ciele (przedstawiciele Apoidea niebędący pszczołami mają wyłącznie proste włoski) oraz powiększony, rozszerzony pierwszy człon stopy, czyli nastopek (basitarsus). Do synapomorfii pszczół należą również m.in. pyłko- i nektarożerność larw (wyjątki od tej reguły to efekt późniejszej ewolucji w obrębie pszczół, związane np. ze wspomnianą padlinożernością albo pasożytniczym trybem życia), zachowanie polegające na czyszczeniu przednich nóg przy pomocy nóg środkowych, często wyposażonych w specjalną „szczoteczkę” (penicillus) i pewne szczegóły użyłkowania skrzydła. Użyłkowanie skrzydeł jest również jedną z ważnych cech służących do identyfikacji rodzin i rodzajów.
Na świecie znanych jest ponad 20 tys. gatunków pszczół, największą liczebność i różnorodność gatunkową grupa osiąga prawdopodobnie w strefie klimatu umiarkowanego ciepłego, w suchych regionach. W Europie żyje ok. 2 tys. gatunków, w Polsce ok. 470 (zobacz też: żądłówki Polski).

## Systematyka
Status pszczół jako dobrze wyodrębnionej, monofiletycznej grupy nie został podważony przez dotychczasowe badania taksonomiczne, jednak zarówno ich pozycja systematyczna w obrębie błonkówek, jak podział pszczół na niższe jednostki taksonomiczne, zmieniały się. Obecnie (2019) pszczoły podzielone są na 7 żyjących współcześnie rodzin:
- lepiarkowate (Colletidae)
- pszczolinkowate (Andrenidae)
- smuklikowate (Halictidae)
- spójnicowate (Melittidae)
- miesierkowate (miesiarkowate) (Megachilidae)
- pszczołowate (Apidae)
- Stenotritidae

Przedstawiciele 6 pierwszych rodzin występują w Polsce, Stenotritidae to rodzina występująca wyłącznie w Australii.
Do nadrodziny Apoidea należą oprócz pszczół również grzebacze, dawniej grupowane w osobnej nadrodzinie, obecnie podobnie jak pszczoły podzielone na kilka rodzin w nadrodzinie Apoidea.

## Pszczoły społeczne, samotne i pasożytnicze
Chociaż zdecydowaną większość pszczół stanowią gatunki samotne, niektóre wykształciły socjalny tryb życia. Najbardziej znanym przykładem, i jednocześnie jednym z posiadających najbardziej rozbudowaną strukturę socjalną, jest pszczoła miodna. Oprócz gatunków prawdziwie społecznych, wśród pszczół można odnaleźć również niższe formy organizacji społecznej (np. kiedy kilka samic składa jaja w jednym gnieździe i wspólnie opiekuje się potomstwem). Niektóre gatunki pszczół, np. trzmielce (Psithyrus) czy koczownice (Nomada), wykształciły pasożytniczy tryb życia i nie budują własnych gniazd, a ich potomstwo rozwija się w gniazdach gospodarzy – innych pszczół. Szacuje się, że w Polsce stanowią one 20–25% spośród gatunków pszczół.

## Znaczenie w przyrodzie
Specjalizacja pszczół w kierunku żywienia się pyłkiem i nektarem powoduje, że są one ważnymi zapylaczami roślin kwiatowych. Poszczególne gatunki różnią się przywiązaniem do taksonów roślin: pszczoły oligolektyczne ograniczają się do zbierania pyłku z jednego lub kilku rodzajów w obrębie tej samej rodziny roślin, pszczoły polilektyczne żerują na wielu różnych, niespokrewnionych gatunkach. Poszczególne gatunki nie dają się zaklasyfikować zero-jedynkowo do jednej z tych dwóch grup, ale w naturze występuje spektrum od gatunków oligo- do polilektycznych, z różnymi stanami pośrednimi. 